# Steven Lukes

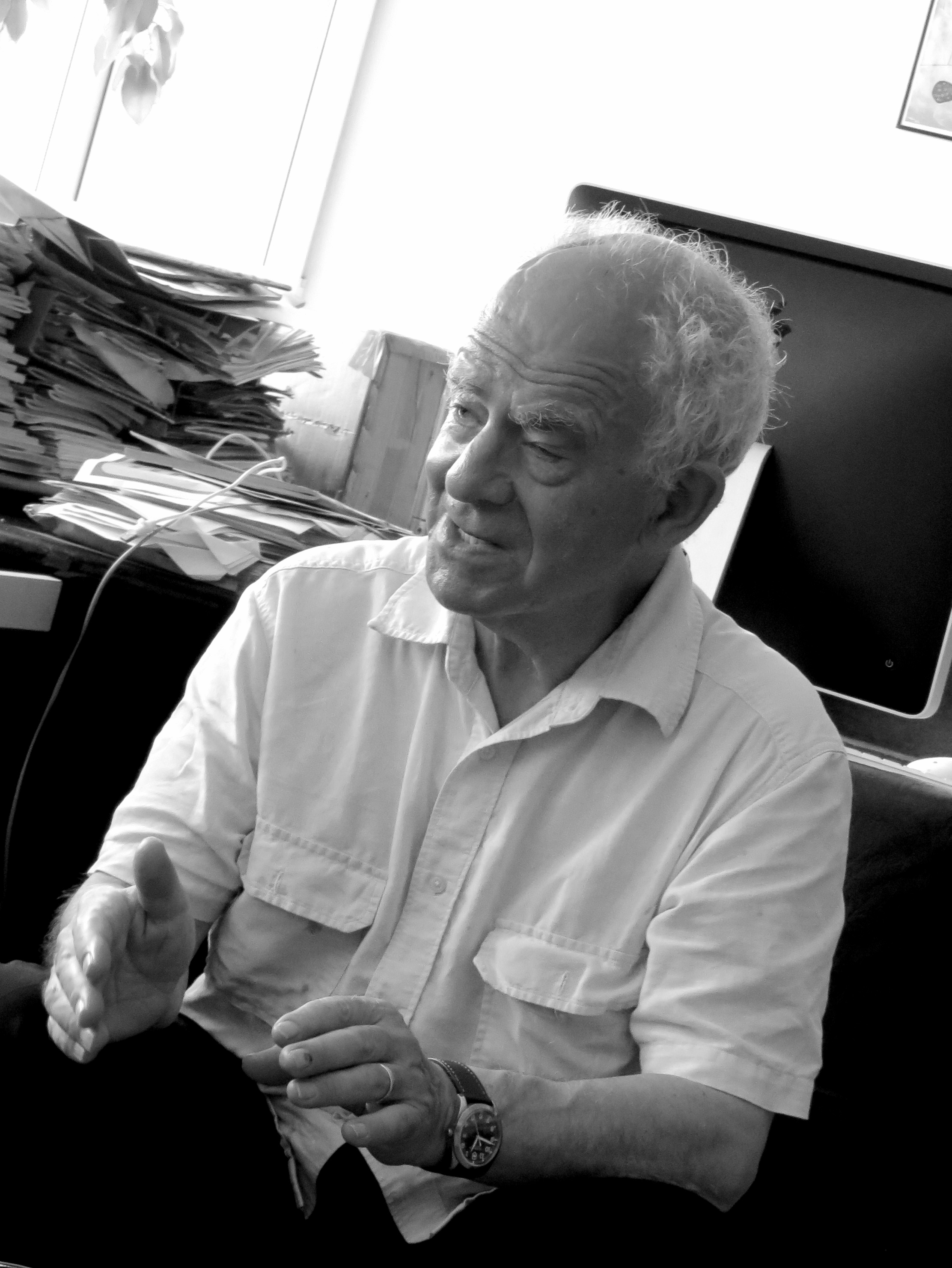
Steven Lukes

Steven Michael Lukes (* 1941) ist ein britischer Soziologe und Sozialphilosoph.
Nach der akademischen Ausbildung an der University of Oxford (Promotion über Émile Durkheim) war Lukes Professor am Europäischen Hochschulinstitut, an der Universität Siena, der Universität Florenz und der London School of Economics. Schließlich wurde er Professor an der New York University. 1974 veröffentlichte er mit Power. A Radical View sein wohl bekanntestes wissenschaftliches Werk. 2005 erschien eine erweiterte Fassung des Buches.
Neben seiner fachwissenschaftlichen Publikation schrieb Lukes auch den utopisch-politischen Roman „The Curious Enlightenment of Professor Caritat“.
1987 wurde er zum Mitglied der British Academy gewählt.